# ジョエル・ステビンス
ジョエル・ステビンス（Joel Stebbins、1878年7月30日 – 1966年3月16日）はアメリカ合衆国の天文学者である。天文学分野への光電測光技術の開拓者である。

## 生涯
ネブラスカ州のオマハで生まれた。ネブラスカ大学で学んだ後、カリフォルニア大学で博士号を得た。1903年から1922年の間、イリノイ大学天文台で働き、1913年から天文台長となる。1922年から1948年の間ウィスコンシン大学マディソン校のウォッシュバーン天文台長をつとめた。1948年から1958年まではリック天文台で研究をおこなった。
1900年代の始めから1950年代にかけて、天文学の観測に光電測光技術を利用する技術の開発を行い、光電池の利用に始まり、光電管、真空管増幅器、光電子増倍管の利用へと発展させた。これらの新技術を用いて、食連星の観測、星間物質による恒星の光の吸収の研究などを行った。

## 賞
- アメリカ芸術科学アカデミーのランフォード賞（1913年）
- ヘンリー・ドレイパー・メダル (1915年)
- ブルース・メダル（1941年）
- 王立天文学会ゴールドメダル (1950年)
- 米国天文学会 ヘンリー・ノリス・ラッセル講師職 (1951年)

## 命名
小惑星：(2300) Stebbins。